# Sébastien Medan
Sébastien Medan, né le 5 juin 1972 à Thonon-les-Bains, est un coureur cycliste français, professionnel de 1994 à 1998.

## Palmarès sur route

### Palmarès amateur
- 1992
  - 3e du Grand Prix de Charvieu-Chavagneux
- 1993
  - Tour du Charolais
  - 2e de Annemasse-Bellegarde-Annemasse
  - 2e du Grand Prix de Saint-Symphorien-sur-Coise
  - 3e du championnat du Lyonnais sur route
- 1994
  -  Champion de France route amateurs
  - Champion du Lyonnais sur route
  - Quatre Jours de l'Aisne
  - Prologue du Tour de l'Ain
  - 3e de Tarbes-Sauveterre
  - 5e du championnat du monde sur route amateurs

### Palmarès professionnel
- 1997
  - Prologue du Tour du Chili